# Заволжье-2
Заволжье-2 — микрорайон в городе Рыбинске Ярославской области. Второе название, широко употребляемое в разговорной речи — Слип.

## Расположение
Микрорайон расположен на левом берегу Волги ниже устья Шексны. На западе отделён рекой Селянка от микрорайона Заволжье, на юге ограничен рекой Волгой и судостроительным заводом, на востоке — улицей 3-я Тарнопольская. На севере граница совпадает с границей города Рыбинска и проходит на расстоянии 50-100 м севернее улицы Леваневского.

## История
В южной части микрорайона находились деревни Лосево и Полтинино, в 1934 году включённые в городскую черту и переименованные в Лосевскую и Полтининскую улицы.

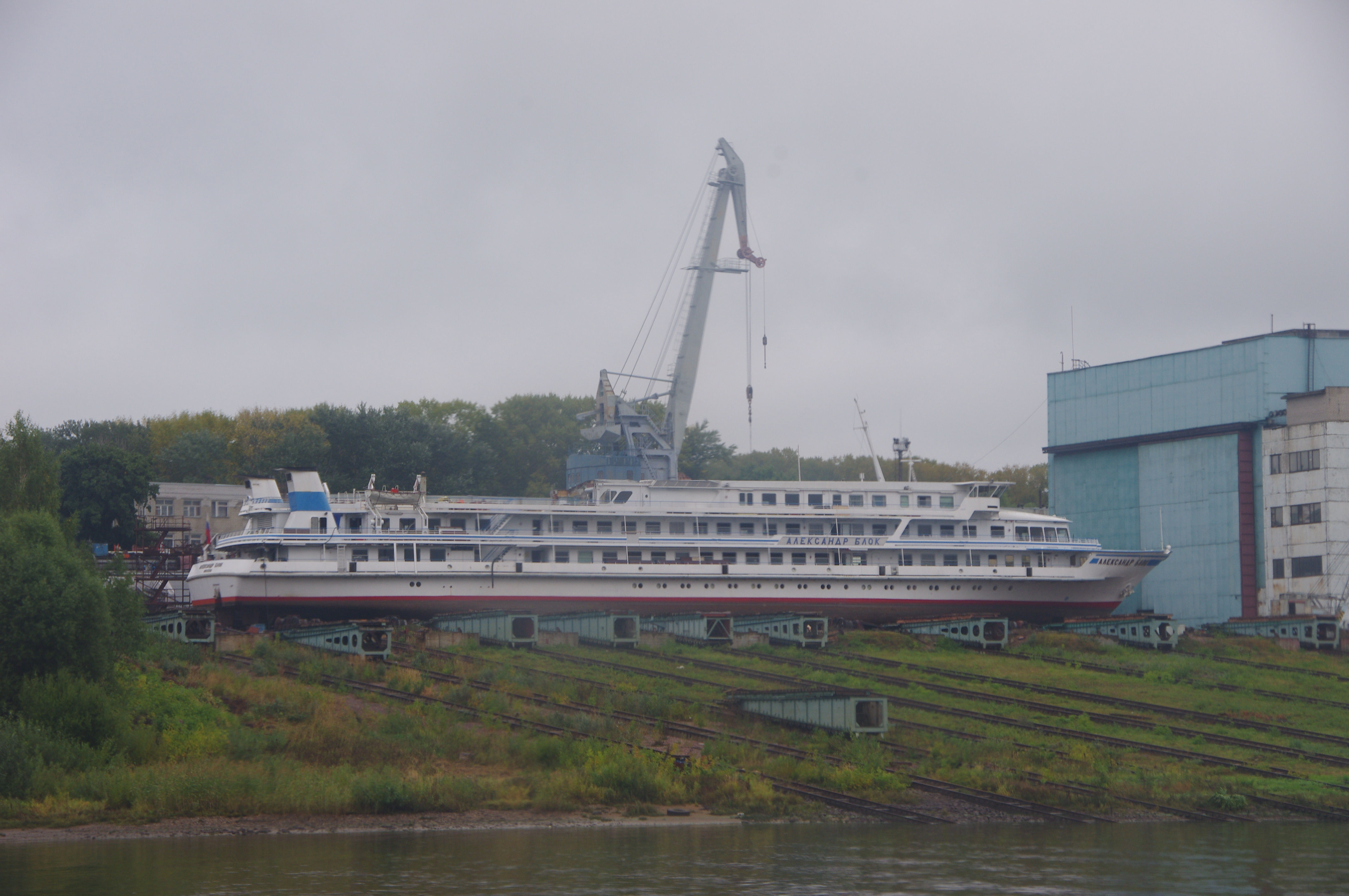
Слип — поперечный стапель.

В 1907 году возле этих деревень на берегу Волги было построено судостроительное предприятие «Верфь товарищества братьев Нобель», после революции переименованное в верфь (позже судостроительный завод) имени Володарского. Народное название «Слип» сохранилось за заводом и постепенно перешло на весь микрорайон.
При верфи возник рабочий посёлок, также названный в честь Володарского, который был включён в состав Рыбинска в 1929 году.
При строительстве Рыбинской ГЭС и водохранилища в конце 1930-х в рыбинское Заволжье были переселены жители затопляемой зоны вместе с их деревянными домами, которые были разобраны, перевезены и заново смонтированы. Переселенцы из одной деревни часто селились рядом, а улица получала имя их бывшей деревни. Дома переселенцев и сформировали основную часть рыбинских микрорайонов Заволжье и Слип.
В послевоенное время Слип развивался как автономный рабочий посёлок судостроительного завода имени Володарского, а также кровельной фабрики «Крома». Фабрика расположена у устья реки Селянка и сейчас принадлежит «Технониколь».

## Застройка
Большую часть Слипа занимают индивидуальные дома, в основном деревянные срубные. Имеется некоторое количество кирпичных и шлаколитых домов, построенных в советское время. Участки земли при домах относительно крупные — от 7 до 11 соток, прямоугольной формы. В настоящее время некоторые дома сносятся, а на их месте строятся коттеджи высотой до 3 этажей.
Севернее улицы Южная планировка Слипа — регулярная, во многом схожа с планировкой рыбинского частного сектора и состоит из сетки улиц, пересекающихся под прямыми углами. Одна часть улиц параллельна Волге, другая — перпендикулярна. Кварталы в плане — прямоугольные с двумя рядами домов. Слип отличается тем, что в квадрате Папанина — Пирогова — Новолосевская — Аббакумовская улицы расположены диагонально, под углом 45 градусов к окружающей сетке. Квадрат состоит из основной улицы имени академика Павлова и перпендикулярных ему второстепенных. Между улицей Южной и рекой Волгой планировка улиц частично прямоугольная, однако имеются и «отступления» в виде кривых улиц деревенского типа с домами по обе стороны и участками неправильной формы.
Частный сектор Слипа газифицирован частично, газификация продолжается. Часть домов подключена к центральному водоснабжению, другие снабжаются водой через водоразборные колонки. Водоснабжение микрорайонов Слип и Заволжье-1 осуществлялось из артезианских скважин, вода в которых имела невысокое качество. С 2014 года ведётся строительство дюкера под дном Волги, который соединит систему водоснабжения Слипа и Заволжья с общегородской.
Многоквартирная застройка Слипа располагается южнее улиц Ширшова и Южная. Поскольку микрорайон развивался как рабочий посёлок, автономный от основной части Рыбинска, то застройка включает в себя дома всех типов, а в некоторых местах многоэтажки соседствуют с частными домами.
Возле судостроительного завода расположены двухэтажные сталинские дома, имеется пара крупных трёхэтажных. Здесь же до конца 2000-х годов располагались двухэтажные деревянные бараки, позже расселённые и снесённые. Основной массив застройки составляют кирпичные хрущёвские дома серии 1-447 высотой 3-5 этажей, их улучшенные брежневские модификации 1-447С, панельные хрущёвки серии 1-464, панельные дома новой планировки серии 111—121 и др. Присутствует два девятиэтажных жилых дома, один кирпичный и один панельный, а также один кирпичный десятиэтажный жилой дом. В последнее время ведётся строительство многоквартирных домов средней этажности.

## Инфраструктура
В микрорайоне Слип ранее были расположены школы № 14, 16, 35, расформированные в школу № 4 и снесённые в 2021 году, два детских сада, филиал городской поликлиники № 3 им. Семашко, профессиональный лицей № 23, Дом культуры «Слип», стадион. Торговля представлена продуктовыми универсамами и супермаркетами сетей «Молодёжный», «Магнит», «Дружба», «Бристоль» и мелкими магазинами.
В феврале 2019 года было начато строительство новой школы № 4 на Тракторной улице, рассчитанной на 786 мест. Новая школа, площадью 18,5 тысяч квадратных метров, была открыта 1 сентября 2020 года и обошлась в 677 миллионов рублей.

## Транспорт
Основной автодорогой является улица Пятилетки, проходящая по югу микрорайона. На востоке улица переходит в 3-ю Тарнопольскую улицу, идущую в поселок Майский, а от перекрёстка 3-й Тарнопольской и улицы Ширшова начинается левобережная дорога в Тутаев (Романовская сторона) и Ярославль.
Связь с правобережной территорией Рыбинска осуществляется по Рыбинскому мосту, который находится к западу от Слипа. Единственная дорога до него проходит по улицам Пятилетки, Бурлацкой и Рыбинской — фактически это одна дорога.
В микрорайон ходят два автобусных маршрута № 8 и № 11, двигающихся по кольцу с конечной остановкой на Соборной площади. По улице Пятилетки ходит маршрутное такси № 8т с конечной остановкой на перекрёстке улиц Пестеля и Пятилетки. Маршрутное такси выполняет рейсы достаточно часто и позволяет доехать до многих районов Рыбинска. Основной массив многоквартирной застройки Слипа находится в пределах 500 метров от остановок маршрута № 8т.
Также по улице Пятилетки проходят маршруты автобусов № 29 и № 109. В советское время существовал план постройки до Слипа троллейбусной линии, но он не был реализован, а троллейбусная линия через Рыбинский мост была демонтирована.

## Достопримечательности
На перекрёстке улиц Пятилетки и Пестеля располагаются скульптуры лося с лосихой. По-видимому, их появление обыгрывает название деревни Лосево, улиц Лосевская и Новолосевская. Лоси являются символом Слипа и служат идентификатором местности («у лосей»). В 2013 году скульптуры пострадали от вандалов, но позже были восстановлены.